# Lucius Æmilius Mamercinus (consul en -484)
Pour les articles homonymes, voir Aemilius Mamercinus.
Lucius Aemilius Mamercinus est un homme politique romain du Ve siècle av. J.-C. qui atteint trois fois le consulat, en 484, 478 et en 473 av. J.-C.

## Famille
Il est le plus ancien représentant connu de la gens des Aemilii. Il est le père de Tiberius Aemilius Mamercinus, consul en 470 et 467 av. J.-C.

## Biographie

### Premier consulat (484)
En 484 av. J.-C., il est élu consul avec Kaeso Fabius Vibulanus. L'élection de son collègue provoque des troubles internes car son frère Quintus Fabius Vibulanus, consul de l'année précédente, a rendu les Fabii impopulaires auprès du peuple après avoir reversé le fruit du butin au trésor public. Les patriciens réussissent malgré tout à faire élire à nouveau un membre de cette famille, ce qui augmente la colère de la plèbe. Les Volsques et les Èques profitent de cette instabilité politique pour reprendre les hostilités. Mamercinus reçoit le commandement contre ces derniers, alors que son collègue Vibulanus est envoyé soutenir les Latins et les Herniques,. Mamercinus défait les Volsques et les Èques, les pertes ennemies étant plus importantes durant leur déroute que pendant la bataille.
Cette même année, Aulus Postumius Albus Regillensis, nommé Duumvir aedes dedicandae, effectue la dédicace du temple des Dioscures aux ides de Quinctilis, c'est-à-dire le 15 juillet,.

### Deuxième consulat (478)
En 478 av. J.-C., il est élu pour la deuxième fois consul, avec Caius Servilius Structus Ahala pour collègue. Les Fabii ont quitté Rome pour mener seuls la guerre contre Véies afin de soulager l'effort de guerre de la République qui doit faire face aux Volsques. Mais les Véiens en appellent aux autres cités étrusques et attaquent le camp des Fabii. Tandis que le consul Caius Servilius est envoyé en expédition contre les Volsques et Spurius Furius Fusus contre les Èques, Mamercinus intervient avec les légions romaines pour soutenir les Fabii et par une soudaine charge de cavalerie qui surprend l'ennemi, met en déroute les Véiens. Ces derniers se replient dans leur camp et négocient une paix. Mamercinus accepte de traiter et conclut une paix dont les conditions ne sont pas jugées suffisamment contraignantes par le Sénat. Ce dernier refuse alors d'accorder un triomphe à Mamercinus. Quelque temps plus tard, les Véiens attaquent à nouveau les Fabii menés par Kaeso Fabius Vibulanus et les anéantissent lors de la bataille du Crémère.

### Troisième consulat (473)
En 473 av. J.-C., il est consul pour la troisième et dernière fois avec Vopiscus Iulius Iullus,. Tite-Live donne Opiter Verginius Esquilinus comme deuxième consul mais signale qu'une partie de ses sources donnent Vopiscus Iulius Iullus. Il y a probablement de la part de Tite-Live une confusion avec l'année 478 av. J.-C. où Esquilinus est consul suffect avec Mamercinus.
S’il n’y a pas d’action militaire à mener sous leur mandat, ils doivent faire face aux revendications sociales et à la demande d’attribution des terres publiques en faveur des citoyens dans le besoin. Comme leurs prédécesseurs, Iullus et Mamercinus rejettent ces demandes. Cnaeus Genucius, tribun de la plèbe, assigne les consuls de l'année passée en justice pour avoir ignoré les lois agraires de Spurius Cassius Vecellinus mais meurt avant le procès. Dans le même temps, les consuls tentent de lever les soldats mais la tentative manque de tourner à l'émeute quand Volero Publilius, ancien centurion, refuse énergiquement d'être pris comme simple soldat. Les licteurs qui l'appréhendent sont malmenés et les consuls doivent se réfugier dans la curie. Le projet de levée est abandonné, ainsi que toute idée de répression,.

### Auteurs antiques
- Tite-Live, Histoire romaine, Livre II, 42-50 sur le site de l'Université de Louvain
- Diodore de Sicile, Histoire universelle, Livre XI, 22 sur le site de Philippe Remacle
- (en) Denys d'Halicarnasse, Antiquités romaines, Livre IX, 25-49 sur le site LacusCurtius

### Ouvrages modernes
- (en) T. Robert S. Broughton, The Magistrates of the Roman Republic : Volume I, 509 B.C. - 100 B.C., New York, The American Philological Association, coll. « Philological Monographs, number XV, volume I », 1951, 578 p.